# Páncélos cickány
A páncélos cickány (Scutisorex somereni) az emlősök (Mammalia) osztályának Eulipotyphla rendjébe, ezen belül a cickányfélék (Soricidae) családjába és a fehérfogú cickányok (Crocidurinae) alcsaládjába tartozó faj.
Nemének a típusfaja.

## Kifejlődése
A DNS-vizsgálatokból, melyeknek keretében megvizsgálták a mitokondriális cytochrome b génszakaszt és a sejtmagot, kitudódott, hogy a Scutisorex cickánynem két faja, körülbelül 4 millió évvel ezelőtt vált ketté.

## Előfordulása
A páncélos cickány előfordulási területe Afrika középső részén van. A következő országokban lelhető fel: Kongói Demokratikus Köztársaság, Burundi, Ruanda és Uganda.
Mivel eléggé nagy az előfordulási területe és élőhelye több védett területtel is egybeesik, a Természetvédelmi Világszövetség (IUCN) Nem fenyegetett fajnak minősíti ezt az állatot.

## Megjelenése

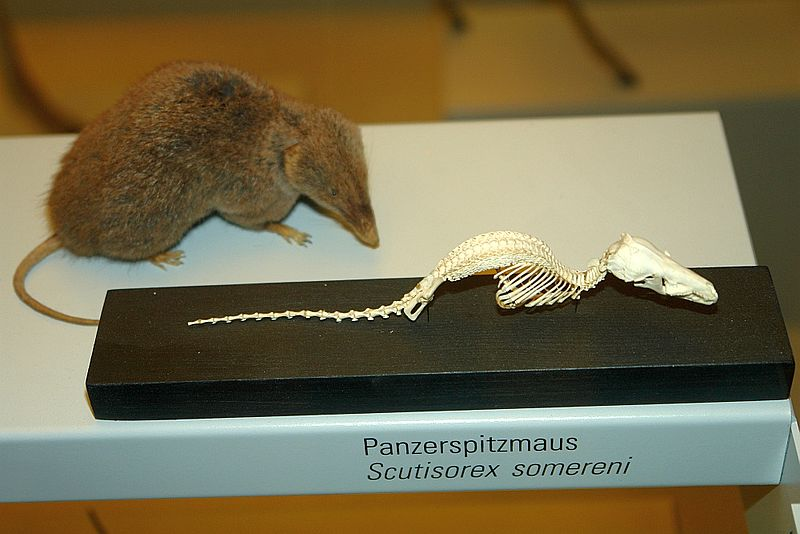
Kitömött páncélos cickány és csontváza egy zürichi múzeumban

Fej-testhossza 12-15 centiméter, farokhossza 6,8-9,5 centiméter és testtömege 30-115 gramm. Ezt a nagytestű cickányfajt a hullámos és összeforrt gerince különbözteti meg a többi cickánytól és a többi emlőstől is. Ezenkívül 11 darab lumbar vertebra mindkét oldalán és azok alsó felületén is egy-egy tüske látható. Ezek a tüskék megerősítik az állat gerincének az elülső és hátulsó részeit, azonban nem gátolják a mozgását. A gerince annyira bonyolult, hogy az állat tömegének a 4 százalékát alkotja; más ugyanekkora emlősök esetében a gerinc tömege, csak a 0,5-1,6 százalékát képezi az összsúlynak. E cickány nemcsak gerince miatt fura, hanem bordái miatt is, hiszen méretéhez képest feltűnően vastag bordákkal rendelkezik. Fura csontozata miatt az izmai is másképp van elrendeződve. A fajon belül nincsen nemi kétalakúság, vagyis a két nem majdnem ugyanúgy néz ki.

## Életmódja
A páncélos cickány 700-2230 méteres tengerszint feletti magasságban található meg. Alföldi és magashegységi erdőkben is jól érzi magát. A hegyi erdőkben a patakok közelségét keresi. Az avarban keresi táplálékát. Tápláléka rovarok, csigák, férgek és kisebb hüllők is.

## Szaporodása
E cickányfaj szaporodásáról igen keveset tudunk. A tudósok egy májusi hónapban befogtak két szoptatós nőstényt; ugyanabban a hónapban 3 ivarérettlen példányt is begyűjtöttek.

### Fordítás
- Ez a szócikk részben vagy egészben  az   Armored shrew című angol Wikipédia-szócikk ezen változatának fordításán alapul.  Az eredeti cikk szerkesztőit annak laptörténete sorolja fel. Ez a jelzés csupán a megfogalmazás eredetét és a szerzői jogokat jelzi, nem szolgál a cikkben szereplő információk forrásmegjelöléseként.